# بوب هاس
بوب هاس (بالإنجليزية: Bob Haas)‏ هو شخصية أعمال أمريكي، ولد في 1942 في سان فرانسيسكو في الولايات المتحدة.